# Edward Habich

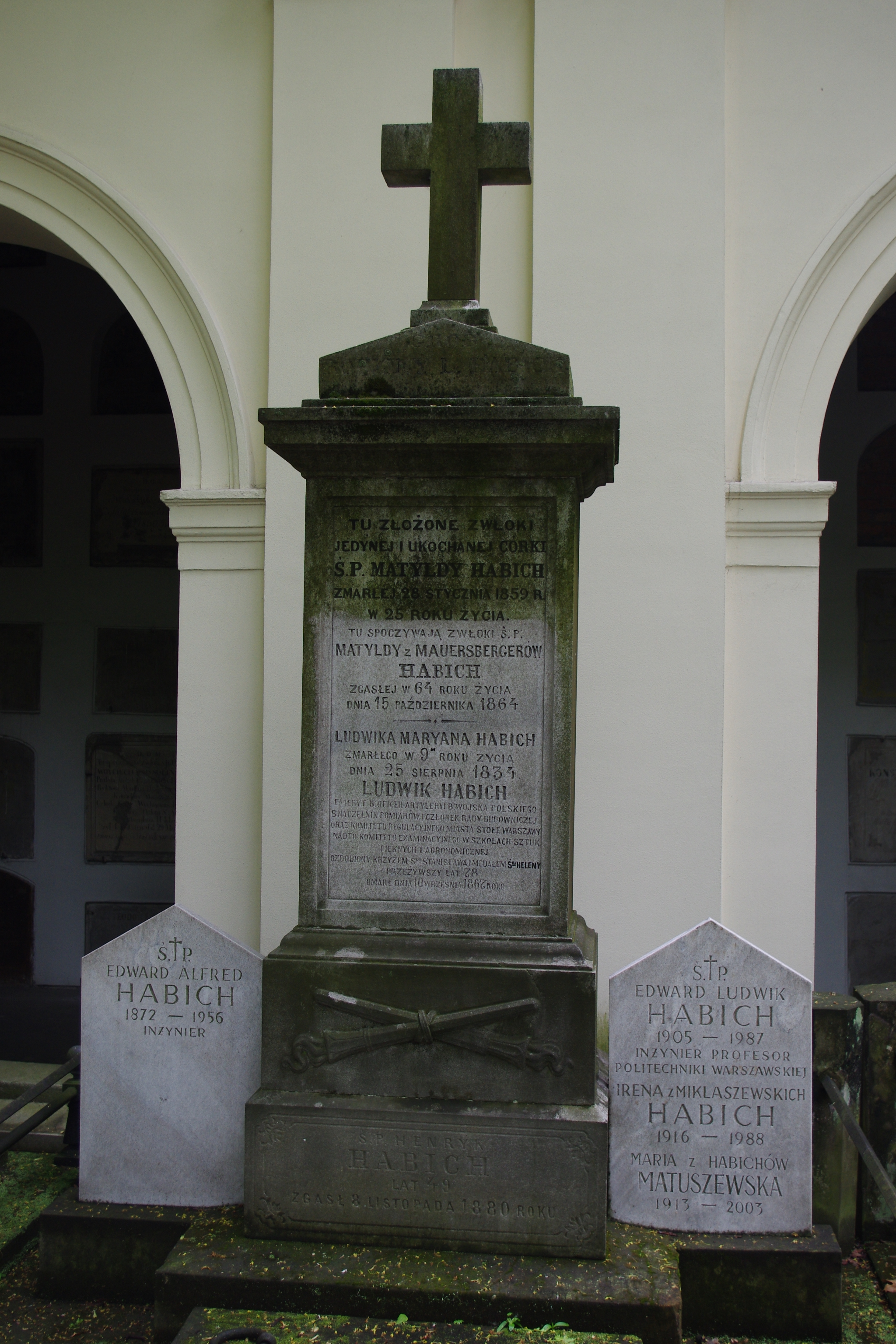
Grób inżyniera Edwarda Habicha na Starych Powązkach w Warszawie

Edward Ludwik Habich (ur. 4 czerwca 1905 w Wielkich Łukach, zm. 14 listopada 1987 w Warszawie) – inżynier, mechanik i wynalazca, kierownik działu pojazdów specjalnych Biura Studiów PZInż, profesor Politechniki Warszawskiej.

## Życiorys
Ukończył Wyższą Szkołę Budowy Maszyn im. Wawelberga i Rotwanda oraz Politechnikę Warszawską. W roku 1928, jeszcze jako student, rozpoczął pracę przy pancernych pojazdach gąsienicowych w biurze konstrukcyjnym broni pancernej Wojskowego Instytutu Badań Inżynierii. Brał tam udział w opracowaniu czołgu rozpoznawczego TK-3. Od 1933 r. był kierownikiem działu pojazdów specjalnych Biura Studiów PZInż. Pod jego kierownictwem w okresie międzywojennym powstały takie konstrukcje jak: czołg TKS, czołg pływający (amfibia) PZInż 130, czołg rozpoznawczy 4TP(PZInż. 140), ciągnik artyleryjski PZInż 152, terenowy samochód półgąsienicowy PZInż 222 i PZInż 202, czołg 9TP. W trakcie budowy znajdował się czołg 20 tonowy (20/25TP), uzbrojony w działo 75 mm, przewyższający konstrukcje niemieckie, którego produkcja seryjna była przewidziana na 1942 r. Do chwili wybuchu wojny w 1939 r. w zakładach PZInż zdołano wybudować jego drewnianą makietę w skali 1:1. Podczas okupacji brał udział w ruchu oporu w Armii Krajowej.
W lutym 1945 r. podjął pracę w szkolnictwie wyższym. Jesienią 1945 r. rozpoczął prace projektowe ciągnika rolniczego o mocy 30 KM. Z powodu braku technologicznych możliwości i środków ciągnik ten nie wszedł do produkcji. Dlatego inż. Edward Habich opracował dokumentację konstrukcyjną w oparciu o niemiecki ciągnik „Lanz Bulldog”, którego produkcję w 1947 r. rozpoczęły zakłady Ursus pod nazwą Ursus C-45.
W 1954 r. mianowany został profesorem nadzwyczajnym. Zorganizował i kierował Katedrą Ciągników i Pojazdów Specjalnych Politechniki Warszawskiej, a następnie Katedrą Ciągników, aż do czasu przejścia na emeryturę. Prowadził wykłady z Ciągników, Pojazdów Specjalnych, Układów Jezdnych Maszyn Roboczych i liczne prace dyplomowe na Wydziale Maszyn Roboczych i Pojazdów, a następnie Wydziale Samochodów i Maszyn Roboczych Politechniki Warszawskiej. Został pochowany na warszawskich Powązkach (Aleja Katakumbowa (grób 31/32)).

## Realizacje inżynierskie
- ciągnik EH 4x4 wykorzystujący podczas skrętu (po raz pierwszy) boczne znoszenie opon (stosowane jest to do dzisiaj przez wiele znanych firm światowych jak np. firmę Clark pod nazwą „bobcat”),
- rodzinę hydromechanicznych skrzyń przekładniowych typu „PA”, które w różnych odmianach przeszły pozytywne badania trakcyjne w samochodach ciężarowych, autobusach i transporterach opancerzonych.
- „Trimat” 3-biegowa przekładnia planetarna dla ciągnika rolniczego umożliwiająca zmiany biegów „pod obciążeniem”, tj. bez przerwy w przekazywaniu napędu.
- „Rewersotrimat” przekładnia planetarna o 3 biegach do przodu i 1 do tyłu, umożliwiająca łatwą zmianę biegów również przy pracach manewrowych (przód – tył)
- opracowanie koncepcji i konstrukcji polskiej rodziny ciągników rolniczych oznaczonych jako U-500/700/
- konstrukcja sceny obrotowej w Teatrze Dramatycznym w Warszawie – koncepcje oparcia sceny na wózkach jak w pojeździe gąsienicowym.
- laboratorium Ciągników (obecnie Układów Napędowych Pojazdów), w którym na szczególną uwagę zasługuje unikatowe stanowisko gąsienicowe do badania kompletnych pojazdów.